# Чемпіонат України з легкої атлетики 1992
Чемпіонат України з легкої атлетики 1992 серед дорослих був проведений 29-31 травня в Києві на Республіканському стадіоні.

## Призери

### Чоловіки
| Дисципліни                | Золото                                    | Золото   | Срібло                                       | Срібло   | Бронза                                    | Бронза   |
| ------------------------- | ----------------------------------------- | -------- | -------------------------------------------- | -------- | ----------------------------------------- | -------- |
| 100 метрів                | Костянтин Громадський Київ                | 10,31    | Ігор Стрельцов Запорізька область            | 10,40    | Олександр Шличков Запорізька область      | 10,41    |
| 200 метрів                | Ігор Стрельцов Запорізька область         | 20,70    | Олексій Чихачов Запорізька область           | 21,59    |                                           |          |
| 400 метрів                | Іван Бідненко Львівська область           | 47,40    | Валерій Козлов Київ                          | 47,43    | Олег Твердохліб Дніпропетровська область  | 47,55    |
| 800 метрів                | Андрій Чорноколпаков Київ                 | 1.53,45  |                                              |          |                                           |          |
| 1500 метрів               | Андрій Чорноколпаков Київ                 | 3.44,97  | Леонід Ляшенко Тернопільська область         | 3.45,02  | Андрій Булковський Львівська область      | 3.45,73  |
| 5000 метрів               | Валерій Чесак Дніпропетровська область    | 14.09,63 | Ігор Осьмак Київ                             | 14.10,30 |                                           |          |
| 10000 метрів              | Леонід Наседкін Дніпропетровська область  | 29.19,69 | Віктор Роговий Харківська область            | 29.20,04 | Микола Табак Вінницька область            | 29.20,88 |
| 110 метрів з бар'єрами    | Володимир Білоконь Кіровоградська область | 13,58    | Геннадій Дакшевич Харківська область         | 13,66    | Андрій Каратєєв Київ                      | 13,74    |
| 400 метрів з бар'єрами    | Вадим Задойнов Молдова                    | 50,22    | Ф. Хаят Київ                                 | 50,75    | В'ячеслав Оринчук Київ                    | 51,53    |
| 3000 метрів з перешкодами | Олексій Пацерін Дніпропетровська область  | 8.42,71  | Ігор Осьмак Київ                             | 8.44,19  | Микола Матюшенко Київська область         | 8.46,93  |
| Стрибки у висоту          | Юрій Сергієнко Миколаївська область       | 2,28     | Володимир Костенко Київ                      | 2,26     | Казбек Гутієв Київ                        | 2,23     |
| Стрибки з жердиною        | Сергій Єсипчук Київ                       | 5,40     | Олександр Червоний Донецька область          | 5,30     |                                           |          |
| Стрибки в довжину         | Сергій Лаєвський Дніпропетровська область | 8,13     | Євген Семенюк Київ                           | 7,97     | Віталій Кириленко Харківська область      | 7,94     |
| Потрійний стрибок         | Ілля Ящук Київ                            | 16,71    | Микола Мусієнко Дніпропетровська область     | 16,32    | Володимир Яринка Дніпропетровська область | 16,30    |
| Штовхання ядра            | Олександр Клименко Київ                   | 20,84    | Андрій Немчанінов Київ                       | 20,48    | Олександр Багач Київська область          | 20,06    |
| Метання диска             | Володимир Зінченко Запорізька область     | 65,88    | Андрій Кохановський Дніпропетровська область | 65,66    | Дмитро Ковцун Київ                        | 62,70    |
| Метання молота            | Андрій Скварук Рівненська область         | 79,22    | Вадим Колесник Луганська область             | 76,72    |                                           |          |
| Метання списа             | Андрій Мазніченко Київ                    | 77,36    | Сергій Гаврась Сумська область               | 72,60    | Андрій Углов Київ                         | 72,06    |
| Десятиборство             | Віталій Колпаков Луганська область        | 7552     | Іван Кирдода Черкаська область               | 7514     |                                           |          |

### Жінки
| Дисципліни                | Золото                                      | Золото   | Срібло                                 | Срібло   | Бронза                                      | Бронза   |
| ------------------------- | ------------------------------------------- | -------- | -------------------------------------- | -------- | ------------------------------------------- | -------- |
| 100 метрів                | Анжеліка Шевчук Донецька область            | 11,24    | Ірина Слюсар Дніпропетровська область  | 11,42    | Анжела Кравченко Донецька область           | 11,58    |
| 200 метрів                | Олена Насонкіна Харківська область          | 23,62    | Інесса Грицай АР Крим                  | 23,96    | Людмила Савченко Харківська область         | 24,01    |
| 400 метрів                | Олена Насонкіна Харківська область          | 52,70    | Інесса Грицай АР Крим                  | 53,28    | Лариса Главенко Молдова                     | 53,54    |
| 800 метрів                | Олена Сторчова Київ                         | 1.59,09  | Олена Завадська Донецька область       | 1.59,76  | Алла Ковпак Миколаївська область            | 2.01,37  |
| 1500 метрів               | Тетяна Позднякова Вінницька область         | 4.20,32  | Людмила Коломієць Закарпатська область | 4.20,70  | Зоя Казновська Запорізька область           | 4.20,77  |
| 3000 метрів               | Світлана Мірошник Харківська область        | 9.02,84  | Тетяна Позднякова Вінницька область    | 9.03,85  | Тамара Коба Дніпропетровська область        | 9.07,38  |
| 10000 метрів              | Наталія Лагункова Чернігівська область      | 34.05,37 | Ніна Анікієнко Київ                    | 34.05,82 | Наталія Репешко Київська область            | 34.08,78 |
| 100 метрів з бар'єрами    | Олена Політика Харківська область           | 12,96    | Наталія Колованова Харківська область  | 12,99    | Олена Алістратенко Дніпропетровська область | 13,37    |
| 400 метрів з бар'єрами    | Людмила Ходасевич Дніпропетровська область  | 55,84    | Тетяна Фарафонова Київ                 | 56,50    | Галина Кащеєва Дніпропетровська область     | 57,50    |
| 2000 метрів з перешкодами | Світлана Легкодух Запорізька область        | 6.22,36  | Людмила Пушкіна Херсонська область     | 6.28,90  | Анжеліка Аверкова АР Крим                   | 6.38,72  |
| Стрибки у висоту          | Інга Бабакова Миколаївська область          | 1,96     | Лариса Серебрянська Донецька область   | 1,89     | Лариса Григоренко Київ                      | 1,86     |
| Стрибки в довжину         | Олена Хлопотнова Харківська область         | 6,95     | Алла Нечипорець Рівненська область     | 6,52     | Вікторія Вершиніна Київ                     | 6,44     |
| Потрійний стрибок         | Тетяна Ольхова Донецька область             | 12,99    | Олена Говорова Одеська область         | 12,86    |                                             |          |
| Штовхання ядра            | Людмила Воєвудська Дніпропетровська область | 19,61    | Валентина Федюшина АР Крим             | 19,40    | Віта Павлиш Харківська область              | 19,05    |
| Метання диска             | Ілона Захарченко Київ                       | 60,34    | Людмила Платонова Одеська область      | 59,32    | Олена Антонова Дніпропетровська область     | 56,20    |
| Метання молота            | Наталія Василенко Донецька область          | 55,56    | Юлія Степанова Харківська область      | 54,40    | Тетяна Ліщун Донецька область               | 52,58    |
| Метання списа             | Ірина Костюченкова Харківська область       | 63,32    | Наталія Чернієнко Харківська область   | 62,12    | Ірина Солодка Харківська область            | 55,82    |
| Семиборство               | Марина Щербина Київська область             | 5785     | Тетяна Холодовська Черкаська область   | 5717     | Жанна Будиловська Донецька область          | 5655     |